# Max Ainmiller
Maximilian Emanuel Ainmiller, també Max Ainmiller o Max Emanuel Ainmüller, (14 de febrer de 1807, Múnic -8 de desembre de 1870, Múnic) fou un pintor i vitraller bavarès. Practicava igualment l'escultura i la rellotgeria, com passa-temps.
Ainmiller estudia arquitectura i la ornamentació a l'Acadèmia de Belles Arts de Múnic sota la direcció de Friedrich von Gärtner. N'esdevindrà més tard membre d'honor i director. Comença la seva carrera a la fabrica de porcellana de Nymphenburg, en tant que decorador, a continuació descobreix la pintura sobre vidriera cap a la qual es gira i arriba a així una fama internacional, gràcies a la perfecció del seu treball, del seu art i de les noves tècniques que posa en obra. És l'autor de vidrieres a Alemanya, però també a Anglaterra, a Madrid, a Roma i a Sant Petersburg (a la col·legiata de Sant Isaac).
Un carrer fou batejat amb el seu nom a Múnic des de 1888. És enterrat al cementiri del Sud de la seva ciutat natal.

## Obres
Entre les seves obres, es pot distingir:
- Les vidrieres de la catedral de Ratisbona (1826-1833)
- Les vidrieres de l'església Nostra-Senyora-del-Bon-Auxili de Múnic
- Les vidrieres de la catedral d'Espira
- La sèrie de les cinc vidrieres de Baviera de la catedral de Colònia (1844-1848)
- Quaranta vidrieres de la catedral de Glasgow, considerades com la seva obra mestre
- Algunes vidrieres de la Catedral de Saint Paul de Londres
- Sis vidrieres de la Peterhouse (Cambridge)
- Dues vidrieres representant sant Pere i sant Pau a la Basílica de Sant Pere del Vaticà

En tant que pintor de cavallet, s'observa:
- Una Vista de la capella reial de Windsor (oli)
- Una Vista de l'interior de l'abadia de Westminster (oli)